# Eisack
Eisack (niem.), Isarco (wł.) – rzeka w północnych Włoszech, w Alpach Centralnych, w regionie Trydent-Górna Adyga, w prowincji Bolzano-Alto Adige (Bozen-Südtirol), główny dopływ Adygi. Długość rzeki wynosi 85 km, a powierzchnia dorzecza 4141 km².
Źródło rzeki znajduje się na wysokości około 2000 m n.p.m., w pobliżu przełęczy Brenner i granicy austriackiej. Rzeka płynie przeważająco w kierunku południowym. Położone są nad nią miasta Vipiteno (Sterzing), Bressanone (Brixen), Chiusa (Klausen) i Bolzano (Bozen). Za tym ostatnim rzeka uchodzi do Adygi.